# 고압 신경 증후군
고압 신경 증후군(高壓神經症候群, HPNS; high-pressure nervous syndrome, 고압 신경계 증후군으로도 알려짐)은 잠수부가 헬륨이 함유된 호흡 가스를 사용하여 약 150미터 이하로 하강할 때 발생할 수 있는 신경학적 및 생리학적 잠수 장애이다. 경험하는 영향과 그 영향의 심각도는 하강 속도, 깊이, 헬륨의 비율에 따라 달라진다.
"헬륨 미진"은 1965년 영국 해군의 생리학자 피터 B. 베넷이 처음 기술하였다. 소련의 과학자 G. L. 잘츠만은 1961년의 그의 실험에서 헬륨 미진에 대해 최초로 보고하였다. 이 보고서들은 1967년까지 서방 세계에 알려지지 않았다.
고압 신경 증후군(high-pressure nervous syndrome)이라는 용어는 1968년 R. W. 브라우어가 마르세유에서 진행된 362미터 깊이의 챔버 잠수 중 나타난 떨림, 뇌전도(EEG) 변화, 그리고 졸음의 복합적 증상을 설명하기 위해 처음 사용하였다.

## 증상
고압 신경 증후군의 증상으로는 미진, 간대성 경련, 졸음, 뇌전도 변화, 시각 장애, 메스꺼움, 어지러움, 정신 수행 능력 저하 등이 있다.

## 원인
고압 신경 증후군은 두 가지 요소로 구성되는데, 하나는 빠른 잠수 속도로 인한 것이고 다른 하나는 절대 압력으로 인한 것이다. 압력 증가 효과는 150미터 이하로 분당 몇 미터 이상의 속도로 하강할 때 발생할 수 있지만, 압력이 안정화되면 몇 시간 내에 감소한다. 깊이로 인한 영향은 300미터를 초과하는 깊이에서 현저해지며, 그 깊이에서 머무는 시간과 관계없이 지속된다. 모든 영향은 더 얕은 깊이로 상승하면 완전히 가역적이다.
잠수부와 동물의 고압 신경 증후군에 대한 민감성은 개체에 따라 넓은 범위에서 다양하지만, 동일한 잠수부의 서로 다른 잠수 간에는 거의 차이가 없다.
막 투과 채널에 대한 용해된 헬륨의 영향 또한 분자 모델링 도구를 통해 연구되었다. 이는 헬륨이 상당한 지질 막 왜곡을 일으킬 수 있음을 시사한다. 높은 정수압 자체는 막에 덜 해로운 영향을 미치며, 분자 부피를 감소시키지만 분자 경계는 그대로 유지한다.

## 예방
고압 신경 증후군을 완전히 예방하는 것은 불가능할 수 있지만, 증상의 발달을 지연시키거나 변화시키는 효과적인 방법들이 있다.
느린 압력 증가 속도나 압력 증가 과정에 정지 단계를 추가하는 것이 초기의 큰 수행 능력 저하를 예방하는 데 효과적인 것으로 밝혀졌다.
헬륨-산소 혼합물인 헬리옥스에 질소(트라이믹스 생성)나 수소(하이드렐리옥스 생성)와 같은 다른 기체를 포함시키면 신경학적 영향을 억제한다.
알코올, 마취제, 그리고 항경련제는 동물의 고압 신경 증후군 억제에 다양한 결과를 보였다. 현재 인간에게는 사용되지 않고 있다.

## 대중문화에서
고압 신경 증후군은 1989년 제임스 카메론 감독의 영화 《어비스》에서 플롯 포인트로 사용되었다.